# هايغرلوخ
هايغرلخ (بالألمانية: Haigerloch) هي مدينة وبلدة ألمانية تقع في ألمانيا في بادن-فورتمبيرغ. يقدر عدد سكانها بـ 10,856 نسمة .

## المدن التوأمة
مدينة Noyal-sur-Vilaine هي مدينة توأمة لـهايغرلخ.